# Efternamn ur växtriket
Efternamn ur växtriket är mycket vanliga i Sverige. Det är ovanligare med växt-förnamn, framförallt pojknamn.

## Vanliga svenska växt-efternamn
- Kronblad
- Ek
- Gran
- Björk
- Hasselblad
- Palm
- Ros/Roos

## Ovanliga svenska växt-efternamn
- Blomma (12 personer registrerade år 2019)
- Barr (97 personer registrerade år 2019)
- Bladlav (4 personer registrerade år 2019)
- Kaktus (2 personer registrerade år 2019)
- Äpple (6 personer registrerade år 2019)[1]

I denna artikel har namn på frukter, blommor, svampar och symbiotiska växter kategoriserats under växt-efternamn.